# Byst

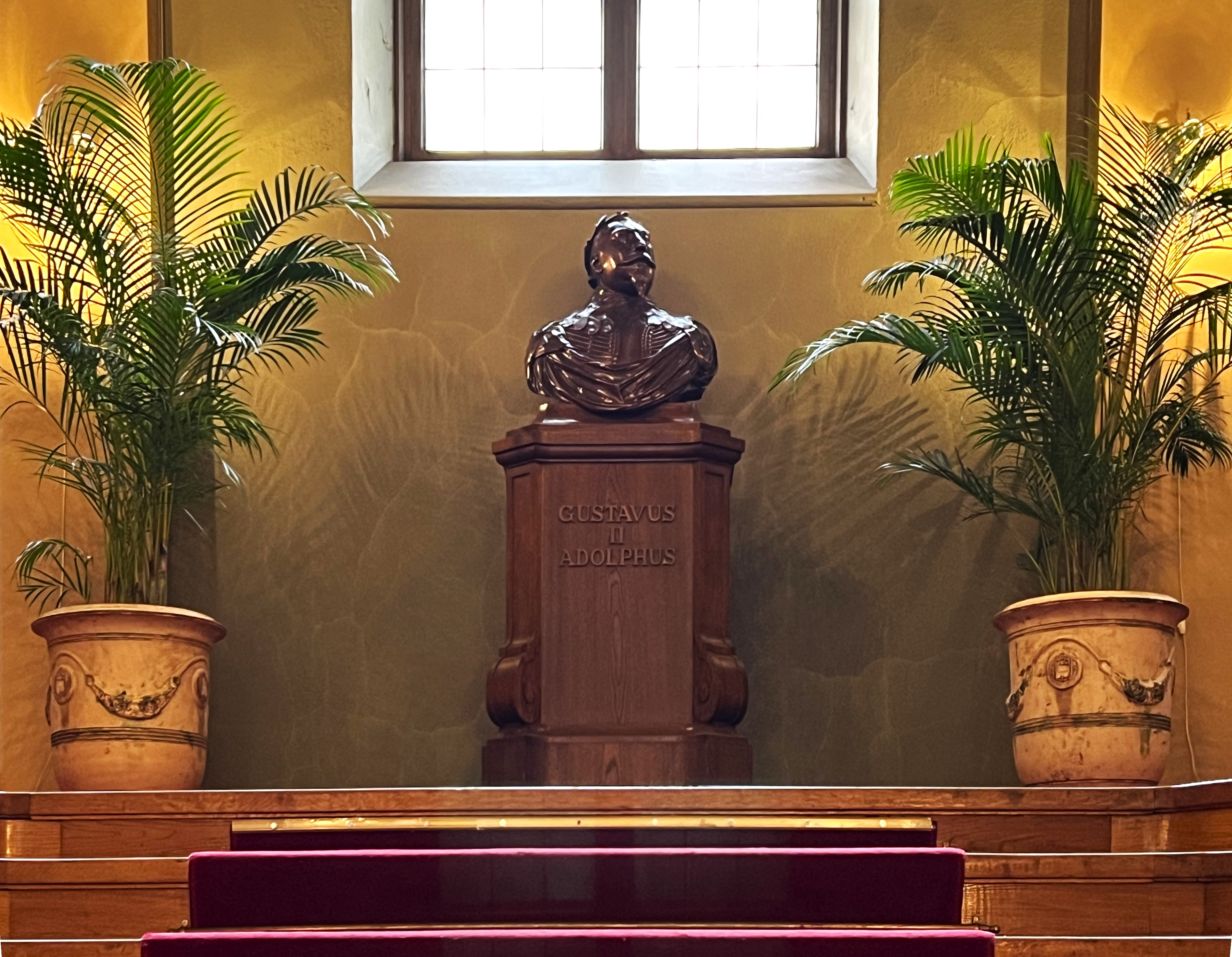
Byst av Gustav II Adolf i Finlands riddarhus.

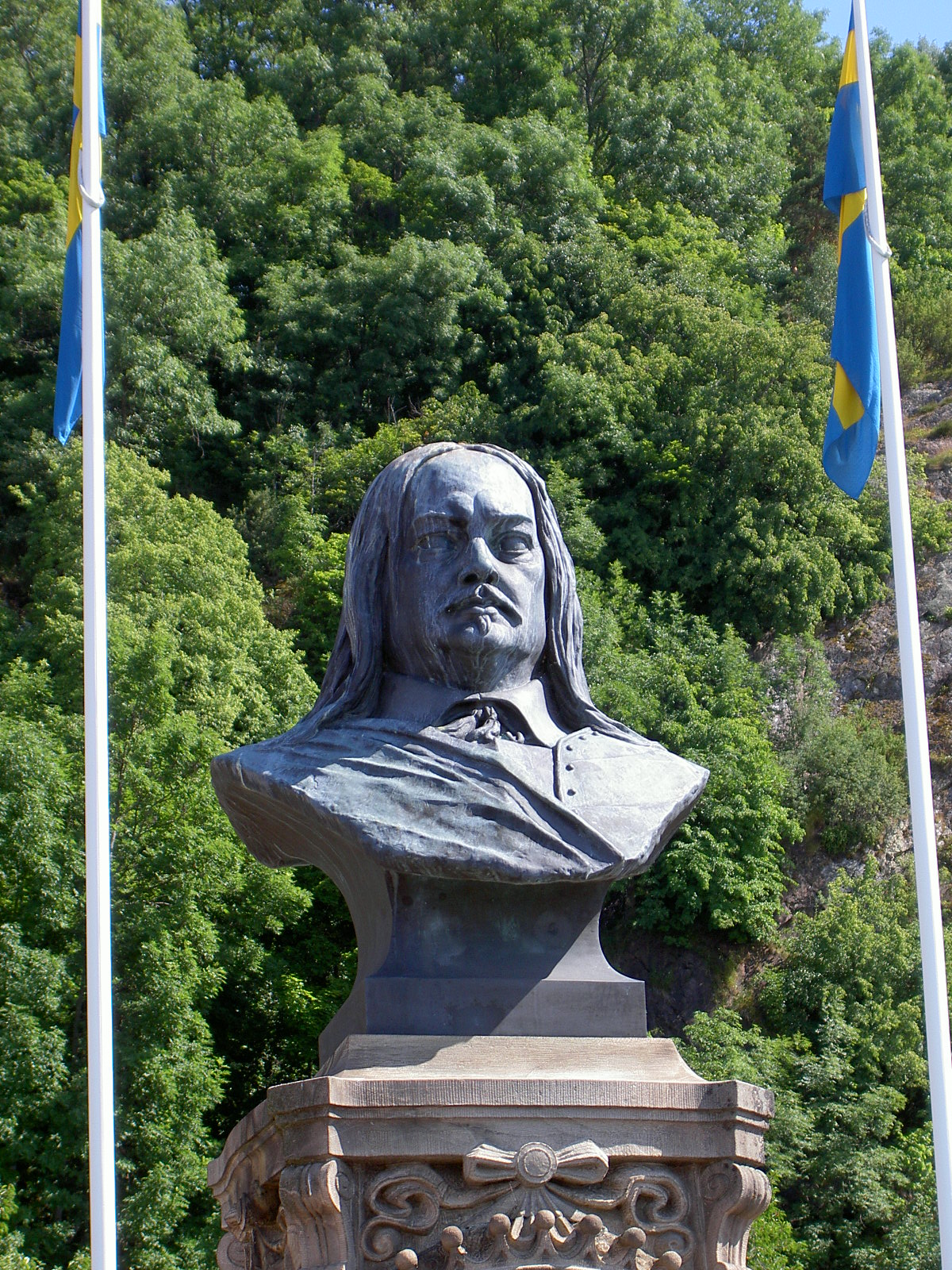
Byst av Per Brahe den yngre i Gränna.

Byst (franska buste "överkropp", av italienska busto "bål", "byst") är en bröstbild utförd i friskulptur. Den låter den avporträtterade framträda från hjässan till kroppens övre delar, vanligtvis skuldror eller bröst.